# شزندرة أليشانية
شزندرة أليشانية (الاسم العلمي:Schisandra arisanensis) هي نوع من النباتات يتبع جنس الشزندرة من الفصيلة الشزندرية. تم وصف هذا النوع من النبات علمياً لأول مرة من قبل بونزو هياتا سنة 1915. سمي هذا النوع نسبةً إلى سلسلة جبال أليشان في تايوان.